# 李煥文
李煥文，祖籍不詳，元末明初政治人物。
洪武十一年，擔任兵部侍郎。同年升任兵部尚书。同年六月，改任吏部尚书。同年十二月，降任四川布政使司左参政。